# رافال فيلك
رافال فيلك (بالبولندية: Rafał Wilk)‏ هو متسابق دراجات نارية بولندي، ولد في 9 ديسمبر 1974 في Łańcut ‏ في بولندا.